# 词形
词形是词语的书写形式，是书面语言的主要元素之一。词形的具体含义在不同语言中有很大的区别。例如：在英语中，词形变化指同一单词在不同语境下，由于人称、时态和语态差异而使用不同的形式；这是出于表达意义的需要而使用词形变化。在中文裡，由于没有人称、时态和语态等因素，词形概念主要用于区分一组异形词中写法不同的词语，这些词语一般在意义上是完全一致的；这是词语的使用规范不完善而造成的词形变化。
另外，在汉语特别是古代汉语中，单个汉字即可构成一个词语，因此部分“异体字”和“通假字”现象也可以归结为词形范畴。